# Petr Bezruč
Petr Bezruč (pseudonyme de Vladimír Vašek), né le 15 septembre 1867 à Troppau et mort le 12 février 1958 à Olomouc, est un écrivain et poète tchécoslovaque.
Petr Bezruč/Vladimír Vašek est le fils de l'écrivain Antonin Vašek. Il étudie à Prague la philosophie. Il devint ensuite fonctionnaire du bureau de poste de Brno.
Il avait la passion pour la poésie, et écrivit des poèmes, qu'il publia, la plupart du temps, dans le supplément de la revue Čas (Le Temps). Il édita plusieurs recueils de poésies, notamment Slezské písně (Chants silésiens), morceaux choisis de poésie lyrique de la Silésie. Il aimait l'environnement de ces lieux qu'il fréquentait, Ostrava et Český Těšín. Il passa ainsi beaucoup de temps dans les montagnes de Beskides en Moravie-Silésie et dans la ville de Frýdek-Místek.
En raison de son parti pris en faveur d'un nationalisme tchèque en Silésie et en Moravie, il fut peu populaire en Allemagne et en Pologne.

## Œuvres
Slezské písně (Chants silésiens)

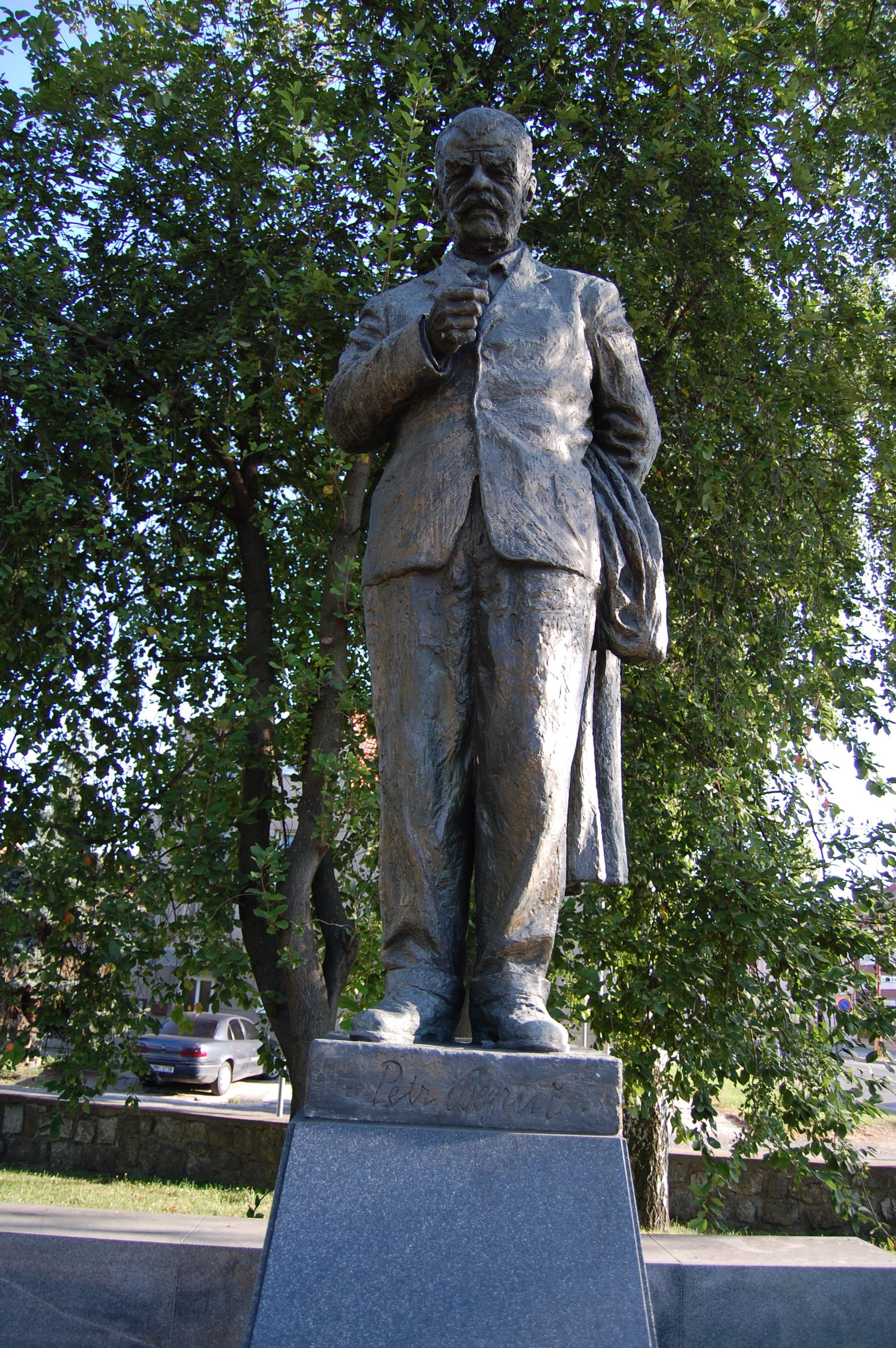
Statue de Petr Bezruč/Vladimír Vašek.

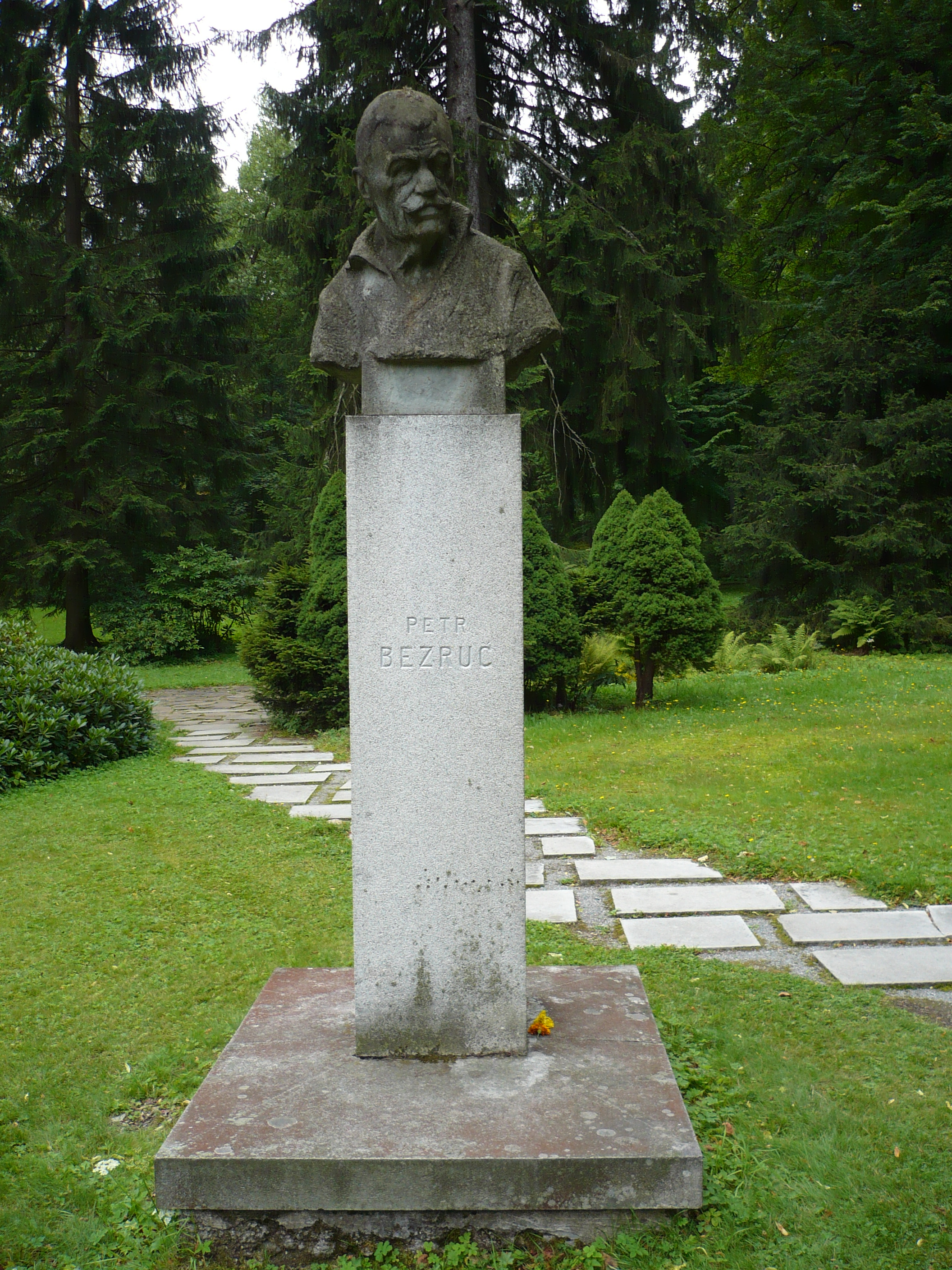
Statue de Petr Bezruč/Vladimír Vašek.

- Poèmes intimes à caractère personnel
  - Labutinka
  - Jen jedenkrát (Juste une fois)
  - Červený květ (Fleur rouge)
- Poèmes en réponse à l'oppression sociale et nationale ainsi que la pauvreté
  - Maryčka Magdonova
  - Ostrava
  - Kantor Halfar
  - 70 000
  - Bernard Žár
  - Návrat (Le Retour)
- Poèmes patriotiques
  - Praga caput regni
- Poèmes à valeur esthétique
  - Škaredý zjev
- Poèmes consacrés aux villes de Moravie et de Silésie
  - Polská Ostrava
  - Dombrová
  - Valčice
  - Děrné, Melč
  - Kyjov, Mohelnice

Autres poèmes
- Básně,
- Paralipomena I
- Paralipomena II
- Přátelům a nepřátelům (Amis et ennemis)
- Stužkonoska modrá
- Povídky ze života (Contes de la vie)
- Verše milostné (Versets d'amour)
- Verše starého ještěra (Versets du vieux lézards)
- Zpěvy o zemi slunečné (Chants sur le pays du soleil)

Écrits divers
- Studie z kafé Lustig (Études dans le café Lustig)

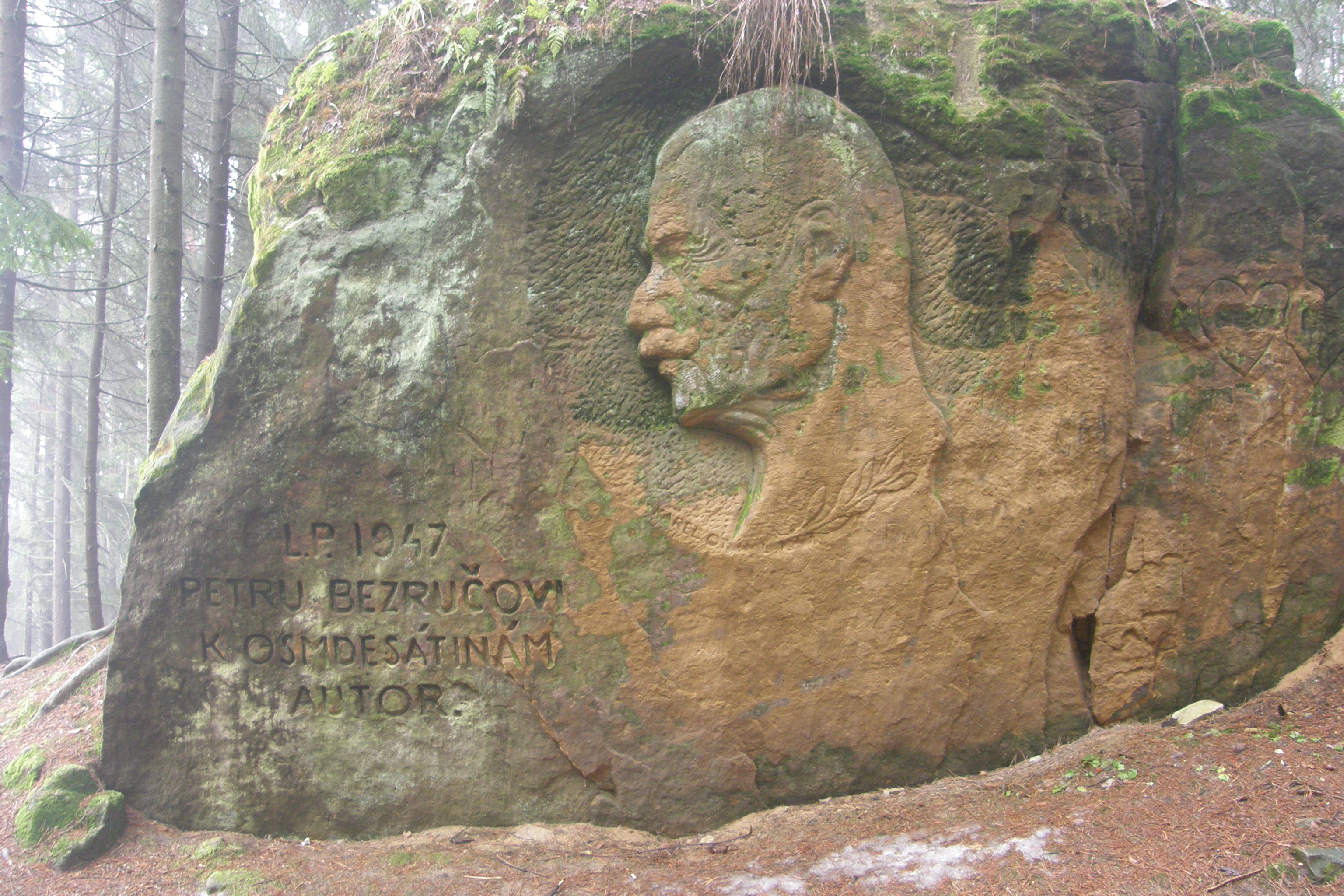
Portrait en relief de Petr Bezruč

- Pravda řinčení řetězů.

## Hommage
- Le Divadlo Petra Bezruče à Ostrava porte son nom.